# Alfredo Mantica
Alfredo Luigi Mantica (Rimini, 17 luglio 1943) è un politico italiano.

## Biografia
Nel 1987 è eletto al Senato della Repubblica con il Movimento Sociale Italiano.
Nel 1996 è rieletto al Senato della Repubblica per Alleanza Nazionale. È membro della 5ª Commissione permanente (Bilancio), della 6ª Commissione permanente (Finanze e tesoro), della 10ª Commissione permanente (Industria, commercio, turismo), della Commissione di vigilanza sull'anagrafe tributaria, della Commissione d'inchiesta sul terrorismo in Italia.Vice capogruppo di AN al Senato nel 1996
Nel 2001 è confermato al Senato della Repubblica. È membro della 3ª Commissione permanente (Affari esteri, emigrazione) e della 4ª Commissione permanente (Difesa). È nominato Sottosegretario del Ministero degli Affari Esteri nel secondo e terzo governo Berlusconi.
Nel 2006 è riconfermato al Senato della Repubblica come vice capogruppo di AN al Senato. È Vicepresidente della 3ª Commissione permanente (Affari esteri, emigrazione).
Nel 2008 è nuovamente Sottosegretario di Stato al Ministero degli Affari Esteri. A seguito del "caso Battisti" ha ventilato l'ipotesi di cancellare una partita di calcio contro il Brasile.
Il 20 dicembre 2012 lascia il PdL insieme a Maria Alessandra Gallone, Pierfrancesco Gamba, Alessio Butti, Filippo Berselli, Achille Totaro, Fabrizio Di Stefano, Giuseppe Milone e Antonio Paravia per dare vita al Senato al nuovo gruppo del partito del Centrodestra Nazionale formazione di cui è vicecapogruppo che raccoglie gli ex AN fondata dal Coordinatore nazionale del PdL ed ex Reggente di AN Ignazio La Russa.

## Incarichi parlamentari
XIV Legislatura
- Membro della 3ª Commissione permanente (Affari esteri, emigrazione)  dal 22 giugno 2001 al 6 ottobre 2003
- Membro della 4ª Commissione permanente (Difesa) dal 7 ottobre 2003 al 27 aprile 2006

XVI Legislatura
- Membro della 11ª Commissione permanente (Lavoro, previdenza sociale) (sostituito da Maurizio Saia)
- Membro della 5ª Commissione permanente (Bilancio) dal 16 giugno 2009